# Monolito Fraile

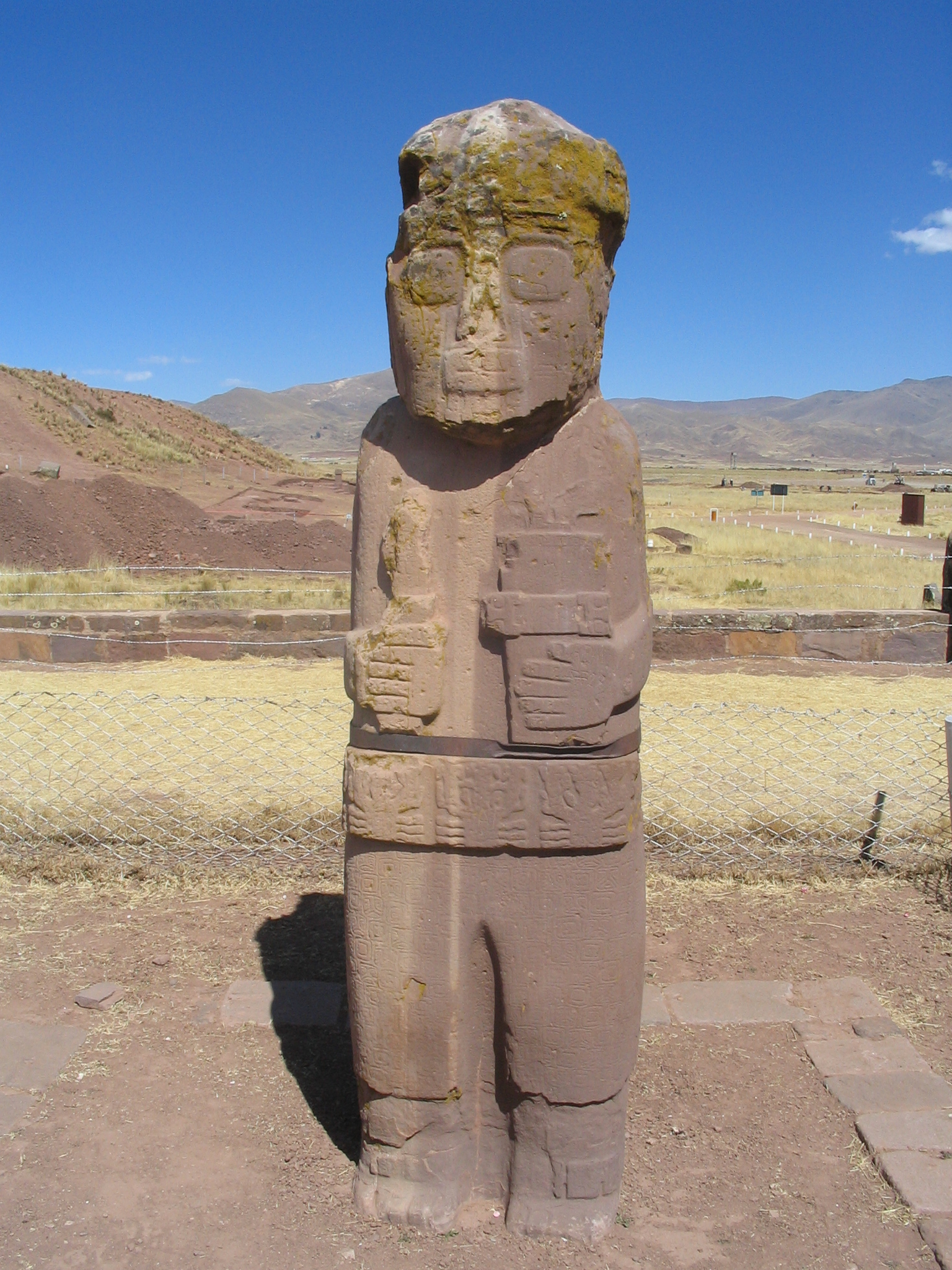
Estado actual del Monolito Fraile de Tiahuanaco, Bolivia.

El "Monolito fraile ", también conocido como "Estela Fraile", es un monumento que se halla en la parte este del complejo arqueológico monumental de Tiwanaku, (yacimiento catalogado como patrimonio de la humanidad por la Unesco desde el año 2000) en Bolivia. El monolito está ubicado en el interior del recinto del templo de Kalasasaya (kala 'piedra', saya o sayasta 'parado, erecta, en pie'), también denominado Templo de las Piedras Paradas, y fue construido por los integrantes de la cultura Tiahuanaco, civilización precolombina que durante su período de mayor expansión se distribuía en parte de lo que ahora son Bolivia, Chile y Perú. Comprendía casi todo el altiplano denominado meseta del Collao hasta la costa del océano Pacífico por el oeste y el chapare por el este. Su capital y principal centro religioso fue la ciudad de Tiwanaku, ubicado en las orillas del lago Titicaca en el departamento de La Paz en Bolivia.

## Arquitectura
- Altura: 3 metros
- Material: piedra arenisca veteada.
- Forma: monolito vertical antropomorfo.
- Decoración: La figura porta un cinturón en relieve y una banda cefálica, y tiene los dedos de la mano derecha al revés. El tema iconográfico del cinturón del Monolito Fraile muestra, como a menudo se afirma erróneamente, no cangrejos de mar, sino imágenes vegetativas. Anna Guengerich y John W. Janusek señalan que las representaciones en el "cinturón" del Monolito Fraile son plantas.[1]

Territorios que ocupaban las culturas Huari y Tiahuanaco.

## Descubrimiento
El monolito fue descubierto con toda probabilidad por los colonizadores españoles en el siglo XVI.

## Simbología
El "Monolito Fraile", de aspecto antropomorfo representa a un ser místico, que probablemente obedecía a cultos lacustres y que porta una banda cefálica y en sus manos sostiene un cetro y un quero y que fue bautizado con el nombre de "Fraile" por los primeros misioneros españoles.